# Святі покровителі України
Святі покровителі України — святі, що вважаються історично або їх проголошено (в основному Папою Римським) християнською церквою як покровителі країни. До них моляться та відправляють літургії за заступництво святого за Україну.

## Святі Покровителі Всесвіту
- Ісус Христос — Цар Всесвіту. Спомин Ісуса Христа як Царя Всесвіту відзначається християнами в останню неділю перед Адвентом. Також ушанування Ісуса Христа відзначається християнами в такі дні календаря: 1 січня, 3 січня, 6 січня, 2 лютого, 25 березня, 6 серпня, 14 вересня, 9 листопада, 25 грудня.

## Святі Покровителі Світу
- Діва Марія — Матір усіх народів, у тому числі і українського. Ушанування Діви Марії відзначається християнами в такі дні календаря: 1 січня, 11 лютого, 25 березня, 5 травня, 13 травня, 31 травня, 2 липня, 16 липня, 5 серпня, 15 серпня, 22 серпня, 8 вересня, 12 вересня, 15 вересня, 1 жовтня, 7 жовтня, 21 листопада, 8 грудня, 10 грудня, 12 грудня.

## Святі Покровителі Європи

### Святі Покровителі Європи як Континенту
- Діва Марія — як Наша Панна Європейська. Спомин Богородиці Діви Марії як Нашої Панни Європейської відзначається християнами 5 травня.
- Бенедикт Нурсійський. День пам'яті - 11 липня.
- Кирило і Мефодій - також Покровителі Харківсько-Запорізької дієцезії і Апостоли Слов'ян. День пам'яті - 14 лютого.
- Бригіда Шведська. День пам'яті - 23 липня.
- Катерина Сієнська. День пам'яті - 29 квітня.
- Едіт Штайн. День пам'яті - 9 серпня.

### Святі ПокровителіЄдиної Європи
- Свята Гедвіґа Сілезька. День пам'яті - 16 жовтня.

## Святі Покровителі Слов'ян
Слов'яни складають 96% населення теперешньої України.

### Апостоли Слов'ян
- Святі Кирило і Мефодій. День пам'яті - 14 лютого.
- Святий Адальберт Магдебурзький. День пам'яті - 20 червня.
- Святий Гіацинт. День пам'яті - 17 серпня.
- Святий Бенон Майсенський.

### Покровитель Слов'ян
- Святий Климент Римський. День пам'яті - 23 листопада.

## Святі Покровителі Русі-України
- Святий Апостол Андрій — хреститель і покровитель Русі-України. День пам'яті - 30 листопада.
- Святий Вальдемар — хреститель і покровитель Русі-України. День пам'яті - 15 липня.
- Свята Гедвіґа Анжуйська — прославлена як мати трьох народів, була королевою Польщі, Литви, Русі-України. День пам'яті - 17 липня.
- Святий Іоанн з Дуклі — покровитель Польщі, Литви, Русі-України, а також покровитель Львова.
- Святий Йосафат — покровитель Русі-України. День пам'яті - 12 листопада.

## Святі Покровителі Регіонів України
- Архангел Михаїл — Покровитель міст Київ,Янів,Сколе,Тартаків. Ушанування Архангела Михаїла відзначається християнами в такі дні календаря: 8 травня, 6 вересня, 29 вересня, 8 листопада.
- Архангел Гавриїл — Покровитель міст Монастириська та Тростянець, покровитель Бучацької єпархії.
- Діва Марія — Покровителька міста Маріяполіс.
- Священномученик Андрій Боболя — вшановується як святий Мученик Католицькою Церквою в Україні, Апостол Полісся. День пам'яті - 16 травня.
- Свята Тереза з Лізьє — покровителька Луцької дієцезії. День пам'яті - 1 жовтня.
- Святий Йосип Більчевський — покровитель Львівської архідієцезії. День пам'яті - 20 березня.
- Святий Леон І — можливо покровитель міста Леополіс. День пам'яті - 18 січня.
- Святий Станіслав Костка — частково покровитель міста Леополіс.
- Святий Рох — частково покровитель міста Леополіс.
- Святий Георгій — Вічний покровитель Ґаліції та міст Леополіс, Кам'янець-Подільський,Володимир,Білий Камінь,Збараж. День пам'яті - 23 квітня.
- Святий Коломан — можливо покровитель міста Коломанія. День пам'яті - 23 листопада.
- Святий Колумбан — можливо покровитель міст Коливань та Колиндяни.
- Святий Флоріан — покровитель міста Шаргород. День пам'яті - 4 травня.
- Святий Владислав — покровитель міста Чернігів.
- Святий Миколай Мирлікійський — покровитель міст Луцьк,Миколаїв,Звенигород,Мармузовичі. День пам'яті - 6 грудня.
- Святий Станіслав (Щепановський) — покровитель міста Бориспіль, селища міського типу Куликів, села Липівка, села Барок, покровитель міста Станіславів. День пам'яті - 8 травня.
- Святий Роман Руський — покровитель міст Бориспіль та Вишгород. День пам'яті - 24 липня.
- Святий Давид Руський — покровитель міста Вишгород. День пам'яті - 5 вересня.
- Свята Єлисавета — покровитель міста Кропивницький.
- Свята Софія — покровителька селищ міського типу Баришівка та Софіївка. День пам'яті - 17 вересня.
- Святий Павло — покровитель міста Новоукраїнка, села Туриця, села Таборів. День пам'яті - 29 червня.
- Святий Апостол Петро — покровитель міста Брацлав, села Туриця, покровитель одноіменних сіл. День пам'яті - 29 червня.
- Іоанн Предтеча — покровитель міст Поморяни та Берестечко.
- Святий Апостол Іоанн — покровитель міста Жовква.
- Святий Лаврентій — покровитель міста Жовква.
- Святий Марк — покровитель села Варяж.
- Святий Йосип — покровитель міста Болехів, покровитель селища міського типу Микулинці, села Озерна.
- Святий Мартин Турський — покровитель міст Мукачево та Полонне, також покровитель Мукачівської дієцезії.
- Святий Климент Римський — покровитель міста Інкерман.
- Святий Апостол Яків — покровитель міста Стрий.
- Святий Антоній Падуанський — покровитель міста Турка. День пам'яті - 13 червня.
- Свята Параскева П'ятниця — покровителька селища міського типу Талалаївка, покровителька села Борщовичі, покровителька села Божиківці.
- Святий Гіацинт — покровитель сіл Давидів, Мрин, Апостол Слов'ян.
- Святий Деметрій Тессалонікійський — покровитель одноіменних сіл.
- Свята Варвара — покровителька села Варваринці. День пам'яті - 4 грудня.
- Святий Іоанн Непомуцький — покровитель села Завалів.
- Свята Маргарита Антиохійська — покровителька села Тарноруда.
- Свята Агата Сицилійська — покровителька міста Волочиськ. День пам'яті - 5 лютого.
- Святі Косма і Даміан — покровителі сіл Ріпна,Розваж.
- Святий Апостол Тома — покровитель села Шатава.
- Святий Василій Великий — покровитель села Велика Василівка. День пам'яті - 1 січня.
- Святий Теодосій Печерський — покровитель села Теодосіївка.
- Святий Пантелеймон — покровитель селища міського типу Пантелеймонівка.
- Святий Клементій I Римський — покровитель міста Інкерман, Одесько-Сімферопольської дієцезії, слов'ян.
- Святий Іоанн Готський — покровитель селища міського типу Партеніт.

## Покровителі окремих груп населення в Україні
- Свята Ольга— покровителька вдів і навернених. День пам'яті - 11 липня.
- Свята Королівна Єлизавета— покровителька убогих. День пам'яті - 17 листопада.
- Свята Кінґа— покровителька гірників. День пам'яті - 24 липня.
- Святий Королевич Казимир— покровитель молоді і ремісників. День пам'яті - 4 березня.
- Свята Королівна Маргарита— покровителька дівчат. День пам'яті - 18 січня.
- Свята Королева Маргарита— покровителька багатодітних сімей. День пам'яті - 16 листопада.